# National Media Authority
National Media Authority (NTU; arab. ‏الهيئة الوطنية للإعلام‎), dawniej jako: Egyptian Radio and Television Union (ERTU; arab. ‏اتحاد الإذاعة والتلفزيون المصري‎)  – egipski publiczny nadawca telewizyjny z siedzibą w Kairze. Od 1985 roku członek Europejskiej Unii Nadawców.